# Catedral del Sagrado Corazón de Jesús (Porto Velho)
La Catedral del Sagrado Corazón de Jesús (en portugués: Catedral Sagrado Coração de Jesus) es la catedral católica de Porto Velho, en el estado de Rondonia en el país sudamericano de Brasil. A pesar de haber tenido un acto de colocación de su primera piedra el 3 de mayo de 1917 - con la presencia del Obispo de Amazonas, Don João Joffily Ireneo, y el Superintendente Municipal, Joaquim Augusto Tanajura - fue solo en 1927 que la catedral comenzó realmente su construcción. Pertenece a la arquidiócesis de Porto Velho.
Al mismo tiempo, el templo es de estilo romano y gótico, ya que en su interior es de estilo gótico, y por fuera de estilo romano, por lo que se dice que es de estilo mixto. Fue Construida en un espacio seleccionado en 1917 por el propio arzobispo Joffily,  su ubicación actual corresponde al extremo oriental del distrito Caiari, frente al Ayuntamiento de Porto Velho. La primera misa celebrada en la Capilla del Sagrado Corazón de Jesús provisional, fue dirigida por el Padre Antonio Carlos Peixoto, en la mañana del 10 de noviembre de 1926, con el ayuda del prefecto municipal, Prudencio Bogéa de Sá.